# Соколов, Пётр Варфоломеевич
Пётр Варфоломеевич Соколов (6 октября 1932 года, Латвия — 30 марта 2000, Рига, Латвия) — Герой Социалистического Труда (1966). На момент представления к награде — слесарь-инструментальщик рижского производственного объединения «Альфа».

## Биография
Родился 6 октября 1932 года в Латвии, на латгальском хуторе. Отец, Варфоломей Соколов, был сельским кузнецом и слесарем, а мать — домохозяйкой большой семьи. 
Продолжая отцовскую профессию, Пётр стал слесарем-инструментальщиком высочайшей квалификации.
В 1966 году Пётр Варфоломеевич стал самым молодым Героем Социалистического Труда в Латвии, но и после этого не изменил рабочей профессии. На производственном объединении «Альфа» он более 30 лет проработал бригадиром слесарей.
Активно участвовал в общественной жизни. Неоднократно избирался депутатом Рижского городского совета, был председателем Рижского городского совета наставников, являлся делегатом XXV съезда КПСС.
Был страстным автомобилистом и охотником. Любил литературу и даже пробовал писать стихи.
Семья: жена Валентина Фёдоровна, сын Леонид и дочь Алла.
Скончался 30 марта 2000 года.